# Balon
Balon (franc. ballon < tal. pallone: lopta, dijalektalno ballone) je šuplja letjelica od lagana materijala (često je to plastika, na primjer najlon ili poliester), bez vlastita pogona (ili samo s pomoćnim motornim pogonom) i s ograničenom mogućnošću upravljanja (upravljivi balon s motornim pogonom naziva se zračni brod ili ponekad dirižabl). Ispunjen je plinom lakšim od okolnoga zraka (vodik, helij) ili toplim zrakom), a to mu omogućuje lebdenje u Zemljinoj atmosferi. Plin se nalazi unutar nepropusna višeslojnog spremnika od balonskoga tekstilnog materijala, gume ili plastične folije, o kojem na mreži i užetima visi košara (gondola) za smještaj posade i opreme. Osim balona, koji je kao nosač mjernih instrumenata za ispitivanje nižih zračnih slojeva dugačkim čeličnim užetom vezan za tlo, baloni se mogu dizati, spuštati i letjeti nošeni zračnim strujama (takozvani slobodni baloni). Balon punjen plinom lakšim od zraka (vodik ili helij) diže se odbacivanjem nekorisna tereta (balasta), a spušta se ispuštanjem plina kroz ventil na vrhu spremnika. Drukčiji je balon koji se diže tako što se spremnik puni toplim zrakom, a to se postiže izgaranjem ukapljenog propana u gorionicima smještenima ispod donjeg otvora spremnika. Balon se održava u zraku povremenim paljenjem plamena, a spušta se hlađenjem zraka zbog prestanka zagrijavanja.

## Povijest balona
Baloni na vrući zrak bili su prve letjelice koje je čovjek izmislio, a počeli su ih izrađivati Kinezi oko 1300. Talijanski fizičar, isusovac Francesco Lana de Terzi, 1670. prvi je iznio ideju o zračnoj lađi ili zračnom brodu, koja bi plivala po zraku pomoću balona, izrađenih od tankih bakarnih listova. Iako se ovaj projekt nije mogao ostvariti, ideja konstruiranja balona lakših od zraka bila je temelj daljem razvitku aerostatike. Poznato je da se Brazilac Bartolomeu de Gusmão prikazao 1709. na dvoru portugalskoga kralja spravu, kojom se podigao u zrak sagorijevanjem nekih tvari, što ih je sam zapalio. Za ovaj uspjeh nazovu ga leteći čovjek (Volador), ali ga španjolska inkvizicija osudi kao čarobnjaka na progonstvo, gdje je i umro. Ovaj prvi pokušaj dokazao je, da je uzdizanje balona moguće samo upotrebom sredstva lakšega od zraka.
Francuzi, braća Joseph i Etienne Montgolfier, konstruirali su prvi sferni balon napunjen toplim zrakom. Prvi pokusi izvršeni su 1783., i to 5. srpnja u Annonayu i 19. rujna u Parizu. Braći Montgolfierima pripala je slava pronalazača balona. Jean-François Pilâtre de Rozier i markiz François Laurent d'Arlandes prvi su se digli na jednom Montgolfieru od 2.000 m3 21. studenog 1783., koji su punili dimom paleći slamu. Oni su se digli blizu 1 000 metara, preletjeli Pariz, a kod silaska gotovo da nisu izgorjeli. Time je ostvaren davno željeni san, letenje čovjeka u zraku. Oni su preletjeli 9 kilometara za 23 minute, što se smatra prvim slobodnim letom s ljudskom posadom. Već 1785. Jean-Pierre Blanchard i John Jeffries preletjeli su balonom kanal La Manche. Uskoro su se baloni počeli upotrebljavati u vojne svrhe, za izviđanje, motrenje, ispravak (korekturu) i kontrolu topničke vatre i bombardiranje, te kao baraža protiv niskog naleta neprijateljskih zrakoplova. Francuzi su prvi put upotrijebili balon u vojne svrhe 1794. u bitki kod Maubeugea radi motrenja austrijskih položaja.
Pronalaskom vodika, koji je iznašao engleski fizičar Henry Cavendish 1767., bilo je riješeno pitanje punjenja balona. Francuski fizičar Jacques Charles nakon mnogih pokušaja, a koristeći se novim pronalaskom rastvaranja kaučuka, konstruirao je balon od 380 m3 s neprobojnim omotačem, koji se punio vodikom i koji je imao ventil za ispuštanje plina. U tom je balonu bio i poseban prostor za nošenje balasta od pijeska. Ovim se je balonom digao 1. prosinca 1783. u Parizu, postigao visinu od 2 900 metara i nakon dva i pol sata spustio se 40 kilometara dalje od mjesta, gdje je uzletio. Charlesov balon potpuno odgovara današnjim balonima. Pronalazak braće Montgolfiera imao je samo povijesni značaj, dok je pronalazak Charlesov bio od praktične vrijednosti. Potkraj 19. stoljeća sve veće europske vojske osnivaju balonske jedinice. Vrhunac upotrebe balona u vojne svrhe bio je u Prvom svjetskom ratu. Iz uporabe ga istiskuje pojava i razvoj vojnih zrakoplova.

## Uzgon u zraku
Arhimedov zakon ne vrijedi samo za tekućine, nego i za plinove. Svako fizikalno tijelo u zraku, odnosno u plinu, izgubi toliko na težini koliko je težak istisnuti zrak, odnosno plin. Arhimedov zakon za plinove glasi: "Svako tijelo u zraku ili u bilo kojem plinu postaje za onoliko lakše koliko važe istisnuti zrak, odnosno plin". Uzgon u zraku dolazi do izražaja kod tijela koja su razmjerno lagana obzirom na svoj obujam (volumen). Tako na primjer tijelo obujma 1 m3 dobiva uzgon od 12,93 N (tijelo težine 1,293 kilograma i obujma 1 m3 bi lebdilo u zraku), jer je tolika težina 1 m3 istisnutog zraka. Ako je težina tog tijela manja od uzgona, tijelo će se dizati. U većim visinama, gdje je zrak rjeđi, uzgon je manji zbog manje gustoće zraka.
Baloni i zračni brodovi (dirižabli) zovu se zajedničkim imenom aerostati. Njihovo se dizanje osniva na uzgonu u zraku. Baloni se grade od platna presvučenog kaučukom (ili nekim modernijim sintetskim materijalom), a ispunjeni su lakšim plinom od zraka. Obično su punjeni vodikom koji je 14 puta lakši od zraka, ali mu je nedostatak što je lako upaljiv. Zato se baloni po mogućnosti pune helijem koji nije zapaljiv. Balon je otvoren prema dolje da suvišak plina može izaći ako unutarnji tlak plina veći od vanjskog tlaka (atmosferski tlak), jer bi inače balon mogao prsnuti. Preko lopte prebačena je mreža užeta na kojima visi gondola za smještaj ljudi i tereta. Uzmemo li da je težina mreže, gondole i tereta G, a težina plina u balonu ρp ∙ V ∙ g, gdje je V - volumen balona, ρp - gustoća plina, a g - ubrzanje zemljine sile teže (oko 9,81 m/s2), onda je cjelokupna težina balona Gu:
{\displaystyle G_{u}=G+\rho _{p}\cdot V\cdot g}
Ako je gustoća zraka ρz, onda je uzgon balona ρz ∙ V ∙ g, to jest jednak je težini istisnutog zraka. Balon će se dizati ako mu je cjelokupna težina manja od uzgona, to jest ako je:
{\displaystyle G+\rho _{p}\cdot V\cdot g<\rho _{z}\cdot V\cdot g}
pa će sila koja će balon dizati uvis biti:
{\displaystyle F=\rho _{z}\cdot V\cdot g-(G+\rho _{p}\cdot V\cdot g)}
ili pojednostavljeno:
{\displaystyle F=V\cdot g\cdot (\rho _{z}-\rho _{p})-G}
pa se F naziva pogonska sila balona ili zračnog broda.

## Primjena balona
Danas se baloni upotrebljavaju u meteorološke svrhe, za znanstvena istraživanja viših slojeva atmosfere te za športske letove i športska natjecanja (balonstvo). U meteorologiji balon se upotrebljava za okomito i vodoravno sondiranje atmosfere, to jest za određivanje stanja i gibanja atmosfere u različitim njezinim slojevima u vodoravno i okomito. Za određivanje gibanja zraka u troposferi koriste se gumeni baloni promjera do 1 metar, napunjeni vodikom ili helijem. Praćenjem gibanja takvih pilot-balona može se izračunati brzina i smjer vjetra u slojevima atmosfere kroz koje se balon dizao. Za određivanje stanja atmosfere do visine od kojih 30 kilometara rabe se radiosondažni baloni (2 do 3 metra promjera veliki baloni od neoprena), koji uvis nose uređaje za mjerenje tlaka zraka, temperature i vlage, radioaktivnog zračenja ili ozona (radiosonda; ozonosonda), a kojih se položaj prati bilo radarom bilo radioteodolitom za utvrđivanje visinskog vjetra. Za određivanje visinskog vjetra na gornjoj granici troposfere rabe se slobodno lebdeći plastični baloni transosonde, koje nošene zračnim strujama mogu prevaliti, prije pucanja, vrlo velike udaljenosti. Na visinama iznad 30 kilometara za mjerenje stanja stratosfere koriste se uređaji rockoon (od engl. rocket: raketa i engl. balloon: balon). To su veliki plastični baloni koji nose uvis male rakete s meteorološkim instrumentima. Na visini koja je nešto niža od maksimalne za takav balon, automatski se ispaljuje raketa, koja u svojem padu, baš kao i radiosonda, neprekidno šalje podatke, koji se primaju na tlu.

### Balonstvo
Balonstvo je disciplina športskog zrakoplovstva u kojoj natjecatelji nastoje balonom preletjeti što veću udaljenost, doseći što veću visinu ili letjeti što duže. Posadu balona čine pilot i kopilot, a let prati i šesteročlana posada na tlu. Baloni punjeni plinom (helij ili vodik) nose oznaku A i prema obujmu se dijele u 10 kategorija, a baloni punjeni toplim zrakom imaju oznaku AX i razvrstani su u 12 kategorija. Prvi športski let balonom poduzeo je 1783. Francuz Jean-François Pilâtre de Rozier. Osnutkom Međunarodne zrakoplovne federacije (1905.) počinju se održavati međunarodna natjecanja slobodnih balona za Kup Gordon Bennet u disciplinama preleta i trajanja leta. Za letove balonima s vodikom europska prvenstva održavaju se od 1972., a svjetska od 1976., dok se za letove balonima na topli zrak oba prvenstva održavaju od 1973. U nas je prvi let balonom izveo u Zagrebu 15. prosinca 1789. Karlo Mazarović iz Boke kotorske. Prvi balonski klub u Hrvatskoj, Balon klub Zagreb, osnovan je 1993.

## Vanjske poveznice
- Rano razdoblje povijesti balona
- Hot Air Balloon Simulator - Internet simulacija dinamike balona
- Stratocat
- Balon Hrvatska tehnička enciklopedija, portal hrvatske tehničke baštine. LZMK